# Arnetta atkinsoni
Arnetta atkinsoni är en fjärilsart som beskrevs av Moore 1878. Arnetta atkinsoni ingår i släktet Arnetta och familjen tjockhuvuden. Inga underarter finns listade i Catalogue of Life.